# Love on Wheels
Pour plus de détails, voir Fiche technique et Distribution.
Love on Wheels est un film musical britannique de 1932 réalisé par Victor Saville avec pour acteurs principaux Jack Hulbert, Leonora Corbett, Gordon Harker et Edmund Gwenn.

## Fiche technique
- Titre : Love on Wheels
- Réalisation : Victor Saville
- Scénario : Ernst Angel (en), Angus MacPhail, Victor Saville, Franz Schulz, Robert Stevenson
- Musique : Bretton Byrd
- Images : Mutz Greenbaum
- Son : mono
- Production : Michael Balcon pour Gainsborough Pictures
- Distributeur : Woolf & Freedman Film Service
- Pays de production : Royaume-Uni
- Format : Noir et Blanc - 1,37:1
- Durée : 86 minutes
- Date de sortie : 1932

## Distribution
- Jack Hulbert : Fred Hopkins
- Leonora Corbett : Jane Russell
- Gordon Harker : Briggs
- Edmund Gwenn : Philpotts
- Tony De Lungo : Bronelli
- Percy Parsons : Escroc américain
- Roland Culver : Vendeur
- Miles Malleson : Porteur de l'académie de musique
- Martita Hunt : Démonstratrice de piano
- Maria Milza : Mme. Bronelli